# Orazio Svelto
Orazio Svelto (Maglie, 21 febbraio 1936) è un fisico italiano attivo nei campi della Fisica della Materia e della Fotonica.
Ha sviluppato ricerche pionieristiche nella fisica dei laser, in particolare nel campo dei laser a stato solido e degli impulsi ottici ultrabrevi. 
È autore del libro "Principles of Lasers" edito dalla Springer di New York, alla sua quinta edizione. Nelle diverse edizioni, il libro è stato tradotto in russo, cinese, greco e farsi ed è utilizzato come libro di testo universitario sui laser in diverse Università in campo internazionale.
Per i suoi contributi alla fisica dei laser e alla scienza degli impulsi ultracorti ha ricevuto premi internazionali e nazionali, fra i quali il Quantum Electronics Prize della European Physical Society nel 1998 e il Charles H. Townes Award della Optical Society of America nel 2006. Ha anche ricevuto la Medaglia d'oro dei benemeriti della Scuola, della Cultura e dell'Arte, da parte del Presidente della Repubblica Italiana Carlo Azeglio Ciampi, nel 2005.

## Biografia
Nato in Salento ma cresciuto a Gioia del Colle, Orazio Svelto si laurea con lode in ingegneria nucleare presso il Politecnico di Milano nel 1960. Da metà del 1961 a circa metà del 1963 svolge ricerche sulla fisica dei laser a stato solido presso l'Università di Stanford, mediante una borsa di studio del Consiglio Nazionale delle Ricerche (CNR). Dal 1963 al 1976 ricopre il ruolo di ricercatore del CNR presso l'Istituto di Fisica del Politecnico di Milano, dapprima come ricercatore poi come ricercatore capo e quindi, dal 1970, come Direttore di Ricerca. Nel 1966 consegue la libera docenza in Elettronica Quantistica, successivamente confermata nel 1972. Dal 1976 al 2010 ricopre il ruolo di professore ordinario di Fisica della Materia presso il Politecnico di Milano. Dal 2010 è in pensione ed è stato nominato professore emerito dal Ministro della Istruzione, dell'Università e della Ricerca. Ha diretto il Centro di Elettronica Quantistica e Strumentazione Elettronica (CEQSE) del CNR presso il Politecnico di Milano dal 1975 al 2010. Nel 2010 il CEQSE è confluito nell'Istituto di Fotonica e Nanotecnologie del CNR,  la cui sede principale è attualmente presso il Dipartimento di Fisica del Politecnico di Milano.

## Ricerche
Ha sviluppato ricerche nel campo della fisica dei laser a stato solido, nella fisica dei laser a impulsi ultrabrevi e nelle loro applicazioni alla fisica della materia, alla biofisica e alla biomedicina.  Nel campo dei laser a stato solido, un contributo di rilievo ha riguardato lo studio e lo sviluppo del laser a erbio-itterbio-vetro a funzionamento continuo. Nel campo della fisica dei laser a impulsi ultrabrevi, un risultato di particolare rilievo ha riguardato l'invenzione del cosiddetto "compressore a fibra cava". L'uso di questo compressore di impulsi ottici ha consentito a Orazio Svelto e al suo gruppo, in collaborazione con un gruppo della Università di Vienna, di ottenere, nel 1997, impulsi laser di elevata energia (di alcuni mJ) e con la durata record di 4,5 femtosecondi (il femtosecondo è il milionesimo di miliardesimo di secondo)[4]. Questa invenzione ha portato ad un avanzamento nel campo della cosiddetta scienza degli attosecondi (l'attosecondo è il miliardesimo di miliardesimo di secondo). 

## Premi
- Charles H. Townes Award della Optical Society of America (2006) «For pioneering work on ultrashort laser pulses and solid state lasers, and for the invention of the hollow-fiber compressor, leading to advances in extreme nonlinear optics and attosecond science» ovvero «Per il lavoro pioneristico sugli impulsi laser ultracorti e i laser a stato solido, e per l'invenzione del compressore a fibra cava, che hanno portato ad avanzamenti nel campi dell'ottica non-lineare estrema e della scienza degli attosecondi».[4]
- Quantum Electronics Prize della European Physical Society (1998) «For pioneering and outstanding continuing activity in the fields of ultrashort laser pulses and solid state lasers» ovvero «Per la pioneristica ed eccezionale attività nei campi degli impulsi laser ultracorti e dei laser a stato solido».[3]
- Premio ITALGAS per la Ricerca e l'Innovazione Tecnologica (2000).

## Altri riconoscimenti
- Presidente del comitato scientifico del congresso: IX International Quantum Electronics Conference IQEC (Amsterdam, 1976).
- Presidente generale del primo congresso europeo nel campo dei laser e della elettro-ottica: CLEO-Europe (Amsterdam, 1994).
- Presidente del Comitato Scientifico della International Quantum Electronics Conference IQEC (Mosca, 2002).

## Associazioni
- Accademia Nazionale dei Lincei (2004)
- Accademia Nazionale delle Scienze detta dei XL (1990)
- Fellow dello Institute of Electrical and Electronics Engineers (1993)
- Fellow della Optical Society of America (1999)
- Accademia Istituto Lombardo Accademia di Scienze e Lettere (1989)

## Onorificenze
- Medaglia d'oro dei benemeriti della Scuola, della Cultura e dell'Arte (2005)

## Opere
- O. Svelto, Principles of Laser, Springer - New York, 5th Ed. (2010) ISBN 978-1-4419-1301-2
- O. Svelto, S. DeSilvestri, G. Denardo (editori), Ultrafast Phenomena in Spectroscopy, Plenum Press - New York (1996) ISBN 0-306-45481-5
- Maurizio Lontano, Gérard Mourou, Orazio Svelto, Toshiki Tajima, Superstrong Fields in Plasmas, American Institute of Physics (2002) ISBN 0-7354-0057-1
- P. Laporta, S. De Silvestri, V. Magni, O. Svelto, "Diode-pumped CW Bulk Er:Yb:Glass Laser", Optics Letters, 16, 1952-1954 (1991) https://doi.org/10.1364/OL.16.001952
- M. Nisoli, S. De Silvestri, O. Svelto, "Generation of High Energy 10 fs Pulses by a New Pulse Compression Technique”, Appl. Phys. Letters, 68, 2793-2795 (1996) https://doi.org/10.1063/1.116609
- M. Nisoli, S. De Silvestri, O. Svelto, R. Szipöcs, K. Ferencz, Ch. Spielmann, S. Sartania, F. Krausz “Compression of High Energy Laser Pulses below 5 fs”, Optics Letters, 22, 522-524 (1997) https://doi.org/10.1364/OL.22.000522